# Бук лісовий (пам'ятка природи)
Бук лісови́й — ботанічна пам'ятка природи місцевого значення в Україні. Розташована на території Надвінянського району Івано-Франківської області, на південь від села Білі Ослави.
Площа — 0,01 га, статус отриманий у 1988 році. Перебуває у віданні ДП «Делятинський держлісгосп» (Білоославське лісництво, квартал 32, виділ 1).